# Víktor Kopílov
Víktor Vladímirovitx Kopílov (Виктор Владимирович Копылов) (1951 - Tula, 9 de novembre de 2001) va ser un ciclista rus representant la Unió Soviètica. Competí en el ciclisme en pista on va obtenir dues medalles als Campionat del món de Tàndem.
El seu germà Serguei també es dedicà al ciclisme.

## Palmarès
- 1973
  -  Campió de l'URSS en tàndem (amb Vladímir Semenets)
- 1974
  -  Campió de l'URSS en tàndem (amb Vladímir Semenets)